# 김박사넷
김박사넷은 2018년 1월에 서울대 공학 대학원 졸업생 두 명이 개설한 대학원 정보 및 교수 평가사이트이다. 학생들이 직접 교수를 정량 및 정성평가를 할 수 있다.